# Almoradí
Almoradí es un municipio de la Comunidad Valenciana. Situado en el sur de la provincia de Alicante, en la comarca de la Vega Baja del Segura. Tiene una población de 22 464 habitantes (INE 2024) y su término municipal es de 42.72 km². Es conocido principalmente por su comercio y producción de muebles, por los productos de su huerta y por los servicios que ofrece. Se trata de un municipio hispanófono, en el que el español cuenta con el predominio lingüístico a nivel legal.

## Toponimia
Algunos estudios paleográficos hacen derivar el término «Almoradí» de المُوَلّدين (al-Muwalladín, los muladíes), lugar citado por el geógrafo al-Udri en uno de sus textos, y que encaja aproximadamente con la localización de la ciudad:

[...] el río de Tudmir [Segura] posee norias que riegan las huertas de este territorio. El comienzo de la acequia que parte del río está en Qantara Askaba [Alcantarilla], y alcanza las propiedades de los habitantes de la ciudad de Mursiya [Murcia], hasta el límite de la alquería de Taws [¿Cox?], que pertenece a la ciudad de Uryula [Orihuela]. Los habitantes de Uryula abren una acequia en este río, que arranca de sus tierras [¿Acequia Mayor de Callosa?] hasta llegar al paraje denominado al-Qatrullat [Catral]. La longitud y extensión de esta acequia es de 28 millas. Su cauce concluye al sur del paraje, en la región agrícola llamada de al-Muwalladín en dirección a la alquería conocida por al-Yuzahira [cerca de Algorfa]. De allí el río se dirige hacia el mar, siendo conocido aquel lugar por el nombre de al-Mudawwir [¿Almodóvar?].

El término Al-Muwalladín vuelve a ser mencionado en el Llibre del Repartiment de Orihuela, aunque su identificación con Almoradí no ha podido ser documentada arqueológicamente.
En el «Compendio histórico oriolano», escrito entre 1791 y 1816, se hace mención también al topónimo Amarión, nombre que le habría otorgado un legendario rey Brigo al fundar la ciudad el 1196 a. C. También se hace mención a la traducción de Almoradí como «mi voluntad y mi deseo». No obstante, no se ha podido establecer la veracidad de ninguna de estas dos apreciaciones.

## Historia
Los romanos son los primeros colonizadores de los que se tiene constancia en el término municipal. En el área de La Julianita se han encontrado fragmentos de época tardo romana e islámica, mientras que en Lo Montaro existió una villa romana. Tras la caída del Imperio, fue controlado por los visigodos, y fugazmente por los bizantinos, y finalmente quedaría en control de los musulmanes en virtud del Pacto de Teodomiro. En esta época debió llamarse al-Muwalladín y ser una alquería de relativa importancia.
El 30 de noviembre de 1265 Almoradí fue conquistada por Jaime I de Aragón, ya que, según dice la leyenda, la noche anterior se habían visto unas grandes aspas doradas, símbolo de San Andrés, sobre la mezquita. Sin embargo, en virtud del tratado de Almizra pasó a depender de la corona de Castilla y, más concretamente, del señorío de Orihuela. Jaime II de Aragón, no obstante, anexionó Orihuela y todo su señorío a la Corona de Aragón dentro del Reino de Valencia. Almoradí logró independizarse ya en 1583, al ser declarada "Universidad" por Felipe II. Así, se constituyó como municipio independiente del que dependían otros municipios actuales como Algorfa (hasta 1798) y Los Montesinos (hasta 1990). Sus sistema de riegos es también independiente desde 1793 de las autoridades oriolanas, y tiene su origen en el azud de Alfeitamí, que se construyó entre 1571 y 1615 y cuyo uso se rige por las Ordenanzas aprobadas el mismo año de 1793. Tras la Guerra de Sucesión se le concedió el título de "Villa Ilustre" por su lealtad a Felipe V.
El 21 de marzo de 1829 el terremoto de Torrevieja asoló la localidad dejando 192 víctimas mortales y numerosos heridos. Este hecho tuvo como consecuencia la creación de una nueva planta urbana de líneas rectas y amplias calles diseñada por el ingeniero José Agustín de Larramendi. Las obras, no obstante, se retrasaron debido a la reticencia de algunos terratenientes de vender las tierras, por lo que las primeras 89 casas no se entregaron hasta octubre de 1830 y la reconstrucción total no tuvo lugar hasta marzo de 1832. Entre tanto, se levantaron chozas, barracas y tiendas de campaña para albergar no sólo la población de la ciudad, sino incluso la iglesia. Por este motivo, no se conserva ningún edificio anterior a esta época, a pesar de que consiguieron rescatarse algunos elementos importantes de los mismos, como el coro y las campanas de la iglesia. En el Diccionario de Madoz (1845-1850) aparece la siguiente descripción de la población, ya de nuevo consolidada y en pleno funcionamiento:

Villa con ayuntamiento en la provincia de Alicante (7 leguas) [...] Situada en llano a la margen izquierda del río Segura [...] Tiene 280 casas de mediana fábrica y comodidad, distribuidas en 12 calles y una plaza; escuela de primeras letras [...] y otra de niñas [...], un hospital de caridad con suficientes rentas para el auxilio y curación de 4 enfermos pobres [...] una iglesia parroquial dedicada a San Andrés Apóstol [...] Antes de la supresión de los conventos hubo uno de frailes mínimos [...] cuyo edificio ninguna particularidad ofrece. También se hallaba dentro de la población una ermita, titulada San Antonio Abad, la cual se arruinó; pero en el término se conservan 3 bajo distintas advocaciones [...] El terreno en general es llano y bastante fértil, abraza unas 30,000 tahúllas de secano y 16,000 de huerta, la cual se riega con las aguas del expresado río Segura [...] tanto las tierras de riego como las de secano son muy productivas, hallándose roturada la mayor parte del suelo [...] Hay 5 caminos, que respectivamente conducen a las Dayas y Guardamar, al Campo y Cartagena, a Orihuela, a Dolores y Alicante y a Catral. [...] Producción: trigo, maíz, cebada, barrilla, hortalizas, legumbres, dátiles, palmas, cáñamo, lino, vino, aceite, seda, alfalfa y diversidad de frutas. Industria: no obstante que los habitantes son casi en su totalidad dedicados a la agricultura, hay una fábrica de aguardiente, dos calderas de tintes, una fábrica de jabón, un molino harinero que se mueve con las aguas del río Segura, en cuya orilla se halla construido; y otros 6 para aceite dentro de la Población: tiene ésta 619 vecinos, 3,095 almas [...] Esta villa dista de Madrid 65 leguas.
Diccionario de Madoz

## Geografía
Por su ubicación geográfica central en la comarca, se habla de Almoradí como el "corazón de la Vega Baja". Está, de hecho, situado en el centro de la gran llanura aluvial del río Segura, que bordea el casco urbano a poco más de un kilómetro. El relieve es totalmente llano, por lo que las crecidas del río Segura pueden llegar a cubrir la totalidad de su huerta, como fue el caso en 1987. La mayoría del casco urbano, sin embargo, está elevado unos tres metros sobre el nivel de la huerta, lo que lo libra de las inundaciones. No obstante, algunas zonas del entorno urbano y sobre todo, las pedanías, se encuentran a la misma altura que la huerta y están, por tanto, expuestas a las inundaciones.

### Término municipal
Su término municipal ocupa una extensión de 42.72 km2 y se encuentra dividido en dos partes -separadas por el término municipal de Algorfa-, que limitan con los siguientes municipios:
| Noroeste: Orihuela  | Norte: Catral                       | Nordeste: Dolores       |
| Oeste: Orihuela     |                                     | Este: Daya Nueva        |
| Suroeste: Benejúzar | Sur: Algorfa, San Miguel de Salinas | Sureste: Los Montesinos |

### Urbanismo
Núcleo urbano

Plano de Almoradí antes del terremoto de 1829, superpuesto al plan de reconstrucción ortogonal posterior.

El terremoto de 1829 destruyó por completo el núcleo urbano de Almoradí, como también ocurrió en otros municipios próximos de la comarca. Así pues, desapareció el antiguo plano típicamente musulmán que había tenido la localidad hasta entonces. Poco después de la catástrofe, el ingeniero José Agustín de Larramendi proyectó una población ortogonal mediante un trazado hipodámico que incluía una plaza central y calles rectas paralelas y perpendiculares entre sí. Entre otros motivos, esta elección se justifica por el hecho de que en dicho terremoto la mayor parte de las casas se vinieron encima unas de otras, circunstancia que Larramendi quiso evitar que se repitiera construyendo calles anchas y espaciosas, especialmente preparadas para garantizar la seguridad en caso de un nuevo seísmo. Éstas son algunas de las premisas de Larramendi:

Anchura de las calles: La que menos tendrá cuarenta pies de ancho, y las principales de Guardamar y Almoradí, cincuenta [unos 14 metros]. En Almoradí es donde han perecido más personas, la mayor parte en las calles, por ser estas estrechas y las casas altas.

Altura de las casas: La altura de las casas todas sin excepción alguna, serán sólo de un piso bajo, elevado algún tanto cuando la humedad del terreno lo exija. La altura de las casas, ó más bien las manzanas, porque todas en cada calle tendrán la misma, será de unos 13 ó 15 pies.
Espacios de seguridad: Todas las casas han de tener corral, de manera que en el menor ruido o temblor, las gentes puedan salir a él o a la calle según la mayor proximidad de donde se hallen en el momento del peligro.
Material y forma de construcción: “En la construcción se empleará mucha enmaderación, muy trabada entre sí, a fin de que sea más difícil el desprendimiento de sus partes en cualquier movimiento. Todas las construcciones en general han de ser sumamente sencilla”
Urbanización y estética: En un país tan ardiente como éste, siendo las casas bajas y anchas las calles, sería intolerable el sol en el verano; por esta razón en todas las calles se han de plantar árboles, los cuales además de la sombra, darán seguridad, producirán leña y madera y los pueblos vendrán a estar en unas hermosas alamedas.

El urbanismo posterior de la ciudad ha crecido principalmente concéntrico al plano original de Larramendi. No obstante, durante finales del siglo XX, se ha visto alterado en parte debido a la incorporación a la trama urbana de antiguos caminos vecinales y algunas pedanías periféricas, como La Erica o Cruz de Galindo. Por otro lado, el desarrollo urbanístico del núcleo urbano sobre antiguas partidas de huerta anejas a este ha dado lugar a nuevos barrios que adoptan el nombre de la antigua partida, como el Bañet (al este de la población) o el Gabato (al sur). Asimismo, debido a su progresivo papel como centro de acogida de servicios e industrias relacionadas con la actividad turística y la construcción asociada, se inició el crecimiento urbano a lo largo de vías de acceso, fundamentalmente mediante la creación de polígonos industriales. Es el caso de los polígonos industriales Era Alta (al noreste) y Las Maromas (al suroeste).
Pedanías
Almoradí cuenta con un número considerable de habitantes que residen en pedanías. Estas entidades locales menores, fuera del núcleo urbano, disponen de sus propias instalaciones deportivas, educativas o de culto, e incluso celebran sus propias fiestas patronales. A nivel vecinal están representadas a través de sus alcaldes pedáneos. El Ayuntamiento de Almoradí las divide en ocho:
- El Saladar
- Heredades (administrada conjuntamente por los municipios de Almoradí y Rojales)
- La Cruz de Galindo
- Puente Don Pedro
- La Eralta
- La Erica
- El Raiguero
- Lomas de la Juliana

Parques y jardines

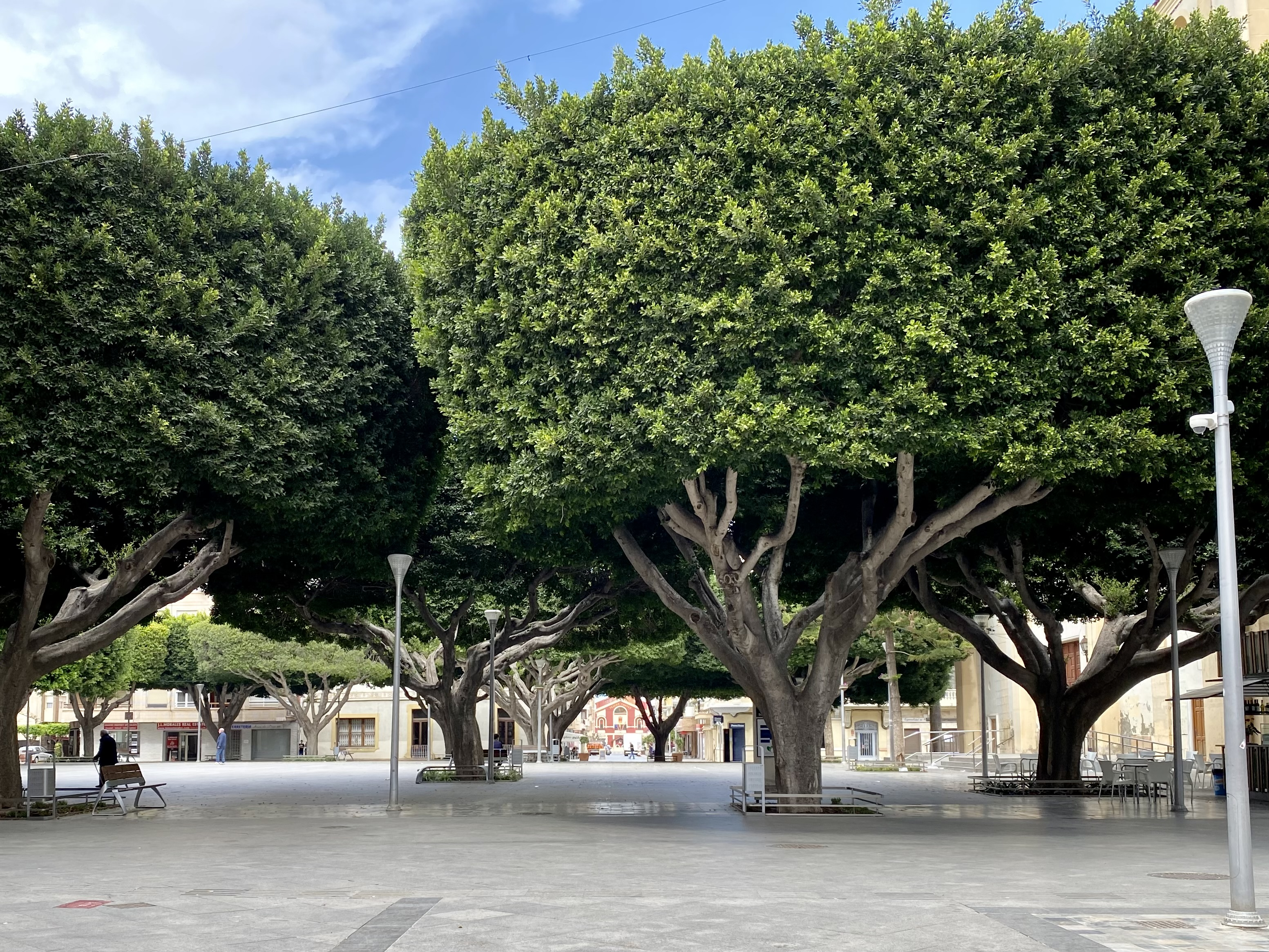
Ejemplares de ficus en la plaza de la Constitución

El municipio cuenta con aproximadamente una veintena de plazas repartidas por todo el núcleo urbano y las pedanías. Entre ellas, destaca la plaza de la Constitución (conocida popularmente como «El Paseo»), que fue concebida en el plan de Larramendi como centro neurálgico del municipio, una función que sigue ejerciendo a día de hoy. Alrededor de esta se concentran algunos edificios representativos como el <yuntamiento, la iglesia de San Andrés o el Casino, y hacia ella discurren algunas calles peatonales de gran importancia comercial. Destacan los 19 ficus monumentales (Ficus microcarpa var. nitida) plantados en la plaza en 1942, que en su conjunto representan uno de los símbolos más destacados de la localidad.

## Geografía humana

### Demografía
Cuenta con una población de 22 464 habitantes (INE 2024).
| Gráfica de evolución demográfica de Almoradí entre 1842 y 2021 |
| |
| Población de derecho según los censos de población del INE Población de hecho según los censos de población del INEEntre el censo de 1991 y el anterior, disminuye el término del municipio porque independiza a 03903 (Los Montesinos) |

### Evolución demográfica
A finales del siglo XVIII, los primeros registros de población contabilizan en Almoradí unos 2 196 habitantes. Tras los efectos del terremoto de 1829, en el que perecieron 192 personas -casi una décima parte de la población-, el municipio mantuvo un ligero crecimiento hasta alcanzar los 5 000 habitantes en 1910. Los efectos de la industrialización favorecieron la duplicación la población en apenas 30 años hasta alcanzar los 10 000 habitantes, si bien desde 1940 el crecimiento se mantuvo constante hasta la década de los 80. El 30 de julio de 1990, se produjo la segregación de la pedanía de Los Montesinos, constituyéndose como un municipio independiente de Almoradí y suponiendo, por tanto, la pérdida de sus 2 232 habitantes. El influjo del turismo en el litoral y el desarrollo económico motivado por la burbuja inmobiliaria provocó un rápido aumento de la población en la primera década del siglo XXI, especialmente debido a la recepción de población extranjera. A partir de la crisis económica de 2008, la población ha tenido un crecimiento mantenido, superando los 20 000 habitantes a día de hoy.

### Distribución poblacional
Según las cifras del INE para el año 2023, Almoradí distribuía sus 21 874 habitantes (10 985 hombres y 10 889 mujeres) principalmente en el casco urbano, con 19 431 personas; 1 128 habitantes diseminados por todo el término municipal y el resto de población en las ocho pedanías con las que cuenta el municipio, siendo El Saladar la más poblada (con 483 habitantes censados), seguido de Las Heredades (431), La Cruz de Galindo (385) y La Eralta (16).
Población extranjera
Almoradí cuenta a fecha de 2022 con una población foránea de 5 180 personas, que supone el 24.2% de la población total. El grupo más numeroso de población extranjera proviene de África, con 3 006 habitantes censados y con Marruecos como principal nacionalidad (2 920 personas empadronadas en el municipio). Destaca también la población proveniente de otros lugares del continente europeo, que suma un total de 1 553 habitantes, principalmente de Reino Unido (637 personas), seguidos de Ucrania (188), Rumanía (156) y Rusia (98). De los 537 habitantes provenientes de América, destacan como grupos más numerosos los de Colombia (219) y Venezuela (94); y de los 80 llegados de Asia, la comunidad china (51).

### Economía
Hasta el siglo XX, el principal motor económico de Almoradí estaba centrado en la agricultura, por lo que la industria que empezó a aparecer estuvo ligada a ésta, centrándose en las conservas, las exportaciones y los transportes. A partir de 1960 la rama del mueble tuvo un gran auge gracias a la construcción de apartamentos en las playas (Santa Pola, Torrevieja, etc.), aunque unas décadas más tarde el sector entró en crisis. Sin embargo, se continuó importando mueble fabricado en otras partes de España y en la actualidad ofrece la mayor exposición de muebles de toda la Comunidad Valenciana.[cita requerida] En la actualidad existen en Almoradí tres polígonos industriales, el de Eralta en la carretera de Dolores, el de Las Maromas en la carretera de Algorfa y el de La Fábrica en la de Rojales. Los principales sectores en 2008 eran el mueble, el textil, la alimentación, la maquinaria y los transformados del plástico.
La agricultura, aunque con una importancia reducida, sigue marcando el paisaje del municipio. Se cultivan 2800 ha de regadío, en las que sobresale la producción de cítricos: 984 ha de limonero, 971 ha de naranjo y 271 de mandarino. Por último, su posición central en la huerta del Segura le ha permitido desde antiguo desempñar una notable función terciaria, siendo en la actualidad más del 50% de los empleados de Almoradí los que trabajan en el sector servicios, una de las vías de promoción más importantes del municipio. De hecho, el de Almoradí es uno de los sectores hosteleros más importantes de la Vega Baja, solo por detrás de las localidades costeras.
Mercado de los sábados
El tradicional Mercado semanal de Almoradí supone un escaparate de productos de la huerta y de todo tipo de enseres, al que se asocian diversas actividades culturales, sociales y gastronómicas que se dan cita cada sábado en las calles adyacentes a la plaza de la Constitución, en pleno centro de la ciudad. Su origen se remonta a 1583 y, en la actualidad, aglutina a más de 300 mercaderes y recibe una afluencia de unas 30 000 personas cada semana. En 2010, fue declarado Fiesta de Interés Turístico Provincial por la Generalidad Valenciana.

## Administración y política

### Administración pública
Almoradí está gobernada por una corporación local formada por concejales elegidos cada cuatro años por sufragio universal, quienes a su vez eligen un alcalde. El censo electoral está compuesto por todos los residentes empadronados en Almoradí mayores de 18 años, nacionales de España y de los otros países miembros de la Unión Europea. La sede actual del ayuntamiento almoradidense, inaugurada en 1983, está situada en la plaza de la Constitución.
Gobierno municipal

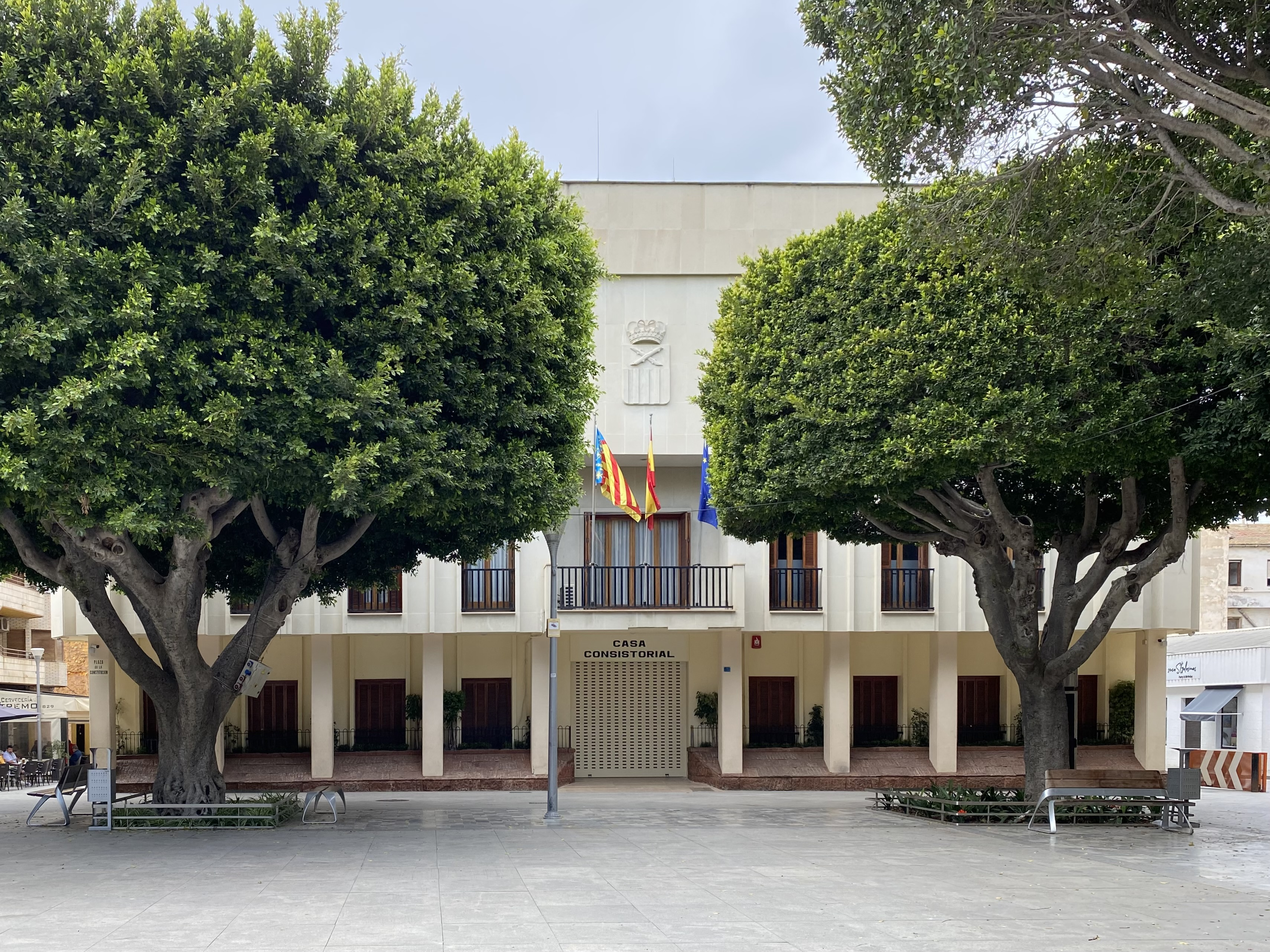
Ayuntamiento de Almoradí.

Una vez transcurrido el período de transición, se celebraron en 1979 las primeras elecciones municipales en Almoradí. Tras dos primeras legislaturas gobernadas por la Unión de Centro Democrático y el Partido Socialista Obrero Español respectivamente, el poder político municipal estuvo en manos del Partido Popular, que gobernó ininterrumpidamente durante un total de 28 años, con mayoría absoluta de 1991 a 2015.
Los resultados de las elecciones municipales de 2015 supusieron la pérdida de la mayoría absoluta del Partido Popular. Los partidos de izquierda, PSOE y Esquerra Unida del País Valencià, acordaron entonces un gobierno de coalición en minoría con una alcaldía compartida: los dos primeros años con el candidato del PSOE y los dos siguientes con la candidata de EUPV. Este acuerdo fue apoyado en la investidura del 13 de junio de 2015 por Ciudadanos. El 16 de enero de 2017, el PP impulsó una moción de censura que les llevó de nuevo al frente del gobierno de la ciudad con el apoyo de Ciudadanos.
El aumento de población del municipio incrementó de 17 a 21 el número de concejales elegibles para las elecciones municipales de 2019. El resultado de estas arrojó una mayoría simple para el PP, la cual respaldó de nuevo Ciudadanos. La falta de acuerdo para aprobar los presupuestos municipales, que venían prorrogándose desde 2019, motivó en 2021 un acuerdo de gobierno de coalición entre PP y Contigo para obtener entre ambos la mayoría absoluta en la corporación municipal. La candidatura del PP alcanzó de nuevo la mayoría absoluta en 2023, lo que le permite gobernar en solitario.
| Partido político                         | 2023  | 2023  | 2023       | 2019  | 2019  | 2019       | 2015  | 2015  | 2015       | 2011  | 2011  | 2011       |
| Partido político                         | %     | Votos | Concejales | %     | Votos | Concejales | %     | Votos | Concejales | %     | Votos | Concejales |
| Partido Popular (PP)                     | 51,61 | 4 650 | 12         | 44,11 | 3 796 | 10         | 38,01 | 3 465 | 7          | 55,72 | 4 790 | 10         |
| Partido Socialista Obrero Español (PSOE) | 17,68 | 1 593 | 4          | 24,79 | 2 133 | 5          | 19,71 | 1 797 | 4          | 25,94 | 2 230 | 4          |
| Esquerra Unida del País Valencià (EUPV)  | 13,57 | 1 223 | 3          | 13,77 | 1 185 | 3          | 18,85 | 1 718 | 3          | 21,16 | 1 819 | 3          |
| Vox                                      | 12,01 | 1 082 | 2          | -     | -     | -          | -     | -     | -          | -     | -     | -          |
| Ciudadanos (Cs)                          | 4,26  | 384   | 0          | 9,41  | 810   | 2          | 18,84 | 1 717 | 3          | -     | -     | -          |
| Contigo Somos Democracia (Contigo)       | -     | -     | -          | 5,28  | 454   | 1          | -     | -     | -          | -     | -     | -          |
| Compromís                                | -     | -     | -          | 1,68  | 145   | 0          | -     | -     | -          | -     | -     | -          |
| Vecinos Independientes de Almoradí (VIA) | -     | -     | -          | -     | -     | -          | 3,68  | 335   | 0          | -     | -     | -          |

Alcaldías
Restaurada la democracia, el abogado centrista Guillermo Morales Pertusa fue el primer alcalde de la localidad, seguido del socialista Antonio Manzanera en la segunda legislatura. Durante las siguientes siete, encabezó el equipo de gobierno la derecha política a través de Antonio Alonso, quien ya había sido alcalde de 1972 a 1977 durante la dictadura franquista y que, por problemas de salud, fue sustituido durante dos años por José Andújar Alonso; y el empresario Antonio Ángel Hurtado, que mantuvo el cargo durante 16 años. La décima legislatura estuvo marcada por el cambio de gobierno encabezado por el socialista Jaime Pérez Pacheco y, tras la moción de censura, la llegada al poder de María Gómez García, máxima representante del grupo popular y primera alcaldesa de la localidad. Esta última, revalidó su mandato en 2019 y en 2023 tras alcanzar su partido la mayoría absoluta.
| Periodo   | Nombre                                                               | Partido      |
| --------- | -------------------------------------------------------------------- | ------------ |
| 1979-1983 | Guillermo Morales Pertusa                                            | UCD          |
| 1983-1987 | Antonio Manzanera Martínez                                           | PSPV-PSOE    |
| 1987-1991 | Antonio Alonso Gutiérrez                                             | PP           |
| 1991-1995 | Antonio Alonso Gutiérrez (1991-1993) José Andújar Alonso (1993-1995) | PP           |
| 1995-1999 | Antonio Alonso Gutiérrez                                             | PP           |
| 1999-2003 | Antonio Ángel Hurtado Roca                                           | PP           |
| 2003-2007 | Antonio Ángel Hurtado Roca                                           | PP           |
| 2007-2011 | Antonio Ángel Hurtado Roca                                           | PP           |
| 2011-2015 | Antonio Ángel Hurtado Roca                                           | PP           |
| 2015-2019 | Jaime Pérez Pacheco (2015-2017) María Gómez García (2017-2019)       | PSPV-PSOE PP |
| 2019-2023 | María Gómez García                                                   | PP           |
| 2023-act. | María Gómez García                                                   | PP           |

Las pedanías y barrios de Almoradí tienen representación vecinal a través de la figura de las alcaldías pedáneas. Sus representantes son elegidos por el equipo de gobierno del ayuntamiento.

## Patrimonio
Gran parte de la ciudad quedó arrasada por el terremoto de 1829, incluida la mayor parte de sus bienes patrimoniales. No obstante, durante los siglos XIX y XX fue posible la reconstrucción y creación de nuevas dotaciones religiosas, culturales y de servicios públicos que hoy forman parte del patrimonio y la identidad de la ciudad. Desde 2008, Almoradí está reconocido como «Municipio turístico» por la Generalidad Valenciana. Entre su patrimonio arquitectónico destaca:
- Iglesia de San Andrés: es la mayor y principal iglesia católica de Almoradí. Se comenzó a construir a finales de 1829 cerca del lugar de su antecesora, destruida por el terremoto de marzo de ese año. Sufrió diversas ampliaciones y remodelaciones hasta adoptar su forma actual en 1962. Su fachada, flanqueada por dos torres, recuerda al estilo colonial. Conserva elementos patrimoniales significativos, como el órgano (de 1861), las campanas (la más antigua, de 1771), un archivo documental que se inicia en 1541, así como el altar mayor y una importante colección de imágenes religiosas de la década de 1940.[44] Está reconocida como Bien de Relevancia Local.[45]
- Teatro Cortés: se construyó en 1908 por iniciativa de Mariano Cortés Práxedes, rico hacendado que pretendía aumentar las dotaciones culturales y sociales de la ciudad. Encargó su construcción al arquitecto Enrique Sánchez Sedeño, autor de otros edificios significativos como el Mercado Central de Alicante. Cerró sus puertas en 1971 por falta de rentabilidad hasta su completo abandono. En 1987, fue adquirido y remodelado por el ayuntamiento. Desde su reapertura en 1988, continúa acogiendo espectáculos de teatro, cine y otros eventos.[46]
- Antiguo hospital: fue diseñado en 1927 por el arquitecto Severiano Sánchez Ballesta y construido en 1929 por el ayuntamiento. Su uso como hospital fue limitado y se utilizó como albergue, prisión, escuela y biblioteca municipal. En la actualidad es la sede del Juzgado de Paz, el Registro Civil, y un espacio cultural polivalente.[47]
- Capilla de la calle España: también conocida como Capilla de los Girona, se construyó a partir de 1927 por iniciativa del político y filántropo de la localidad Antonio Girona Ortuño. De estilo neogótico, tenía la función de panteón familiar y ermita dedicada a la Virgen del Carmen, con el fin de asistir los servicios religiosos del antiguo hospital adyacente. En 1998 fue adquirida por el ayuntamiento y reconvertida en un espacio para acoger actos culturales y, principalmente, la celebración de matrimonios civiles.[48]
- Casino: casino cultural inaugurado en 1908, apenas unos meses después del Teatro Cortés, como sede de la Sociedad Casino de Almoradí. Pocos años después de su fundación en 1882, la entidad prosperó y su anterior local quedó sin espacio suficiente para sus socios. En 1900 se adquirió el terreno frente a la plaza de la Constitución y comenzaron las obras bajo el mandato del ingeniero Ramón Martínez Domínguez. A finales de la década de 1950 se iniciaron importantes obras de remodelación, que se dieron por concluidas en 1962 y dotaron al edificio de una segunda planta, además de nuevos espacios para televisión, conciertos y conferencias.[49]

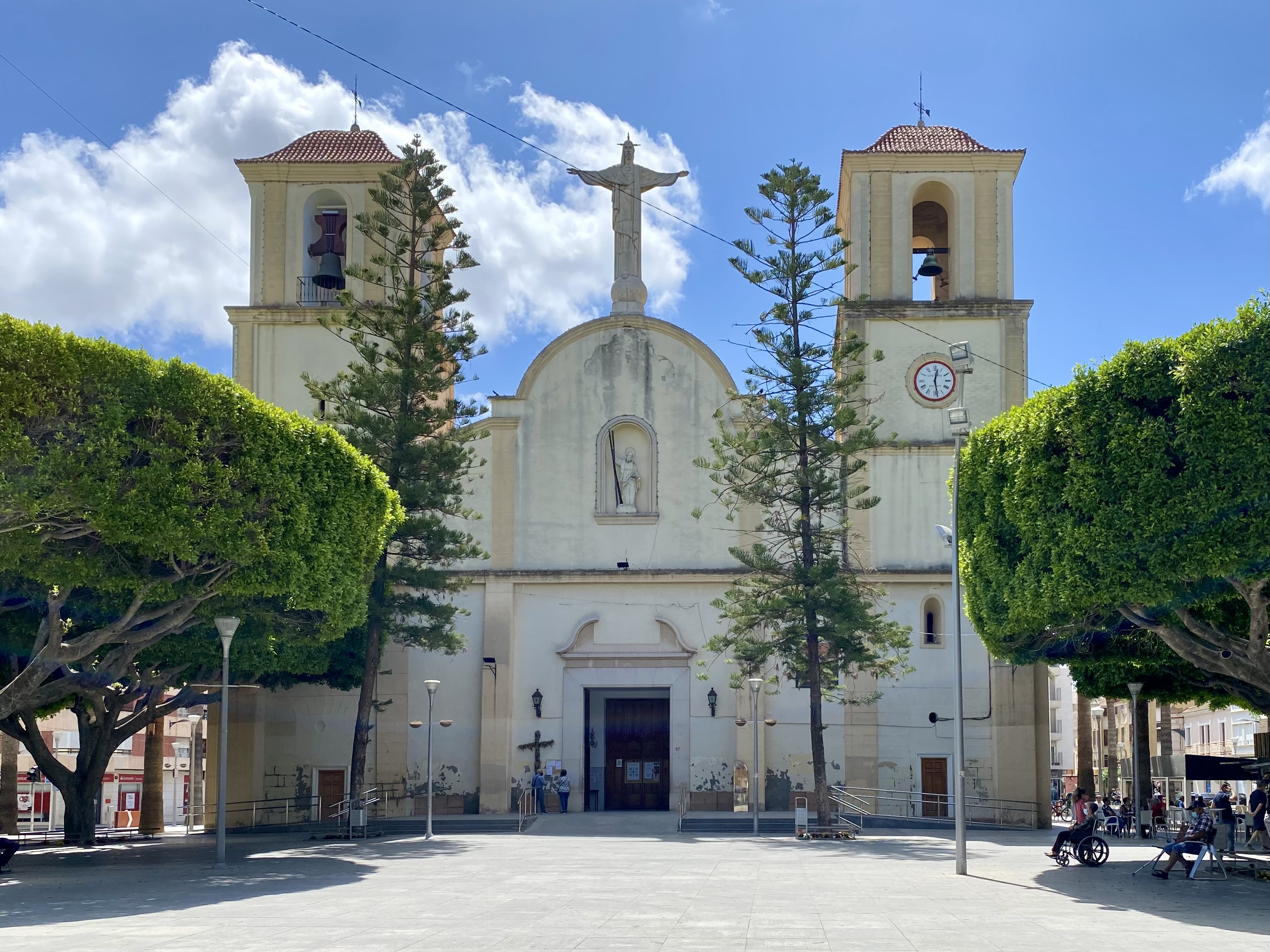
Iglesia de San Andrés
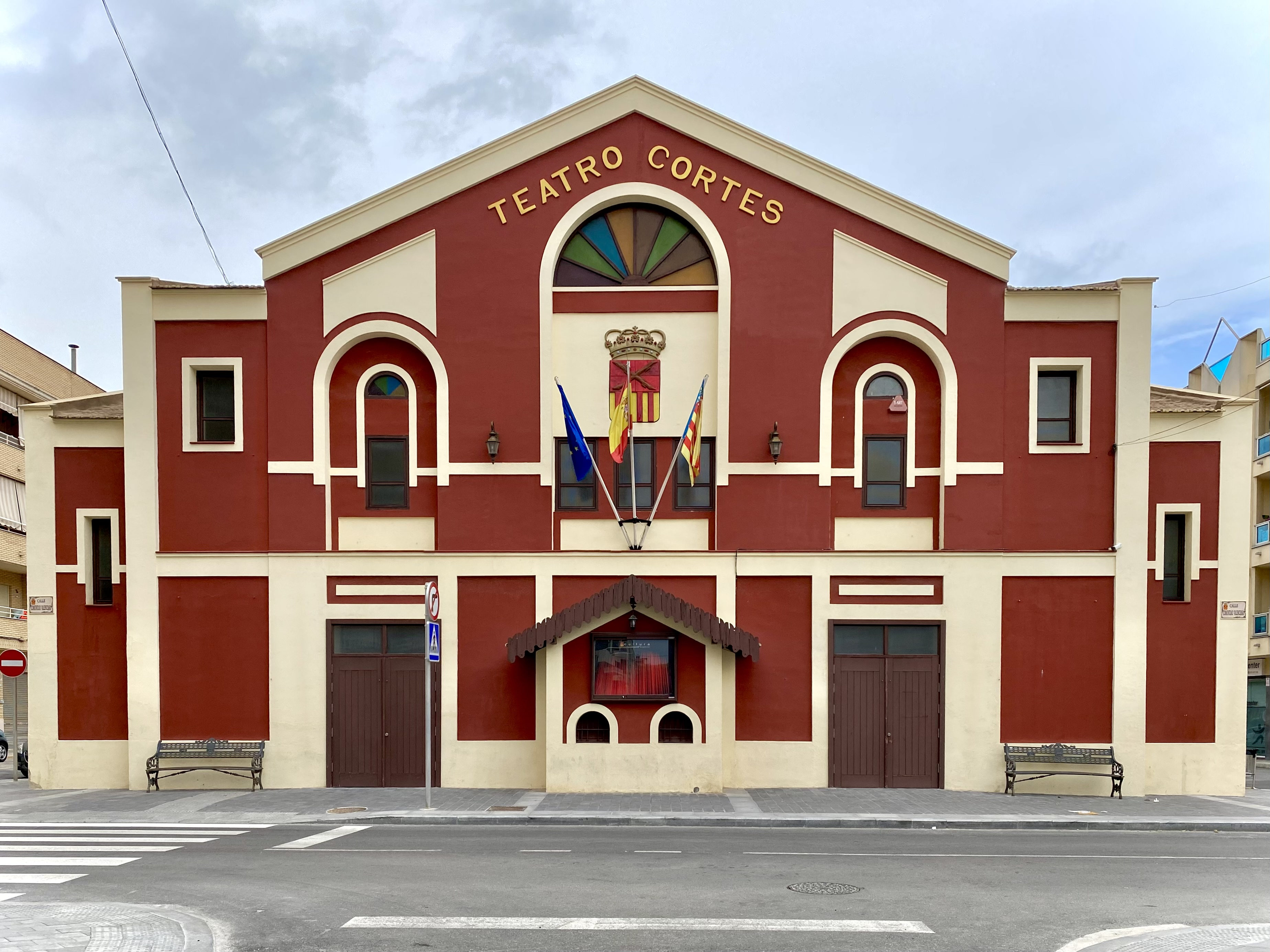
Teatro Cortés
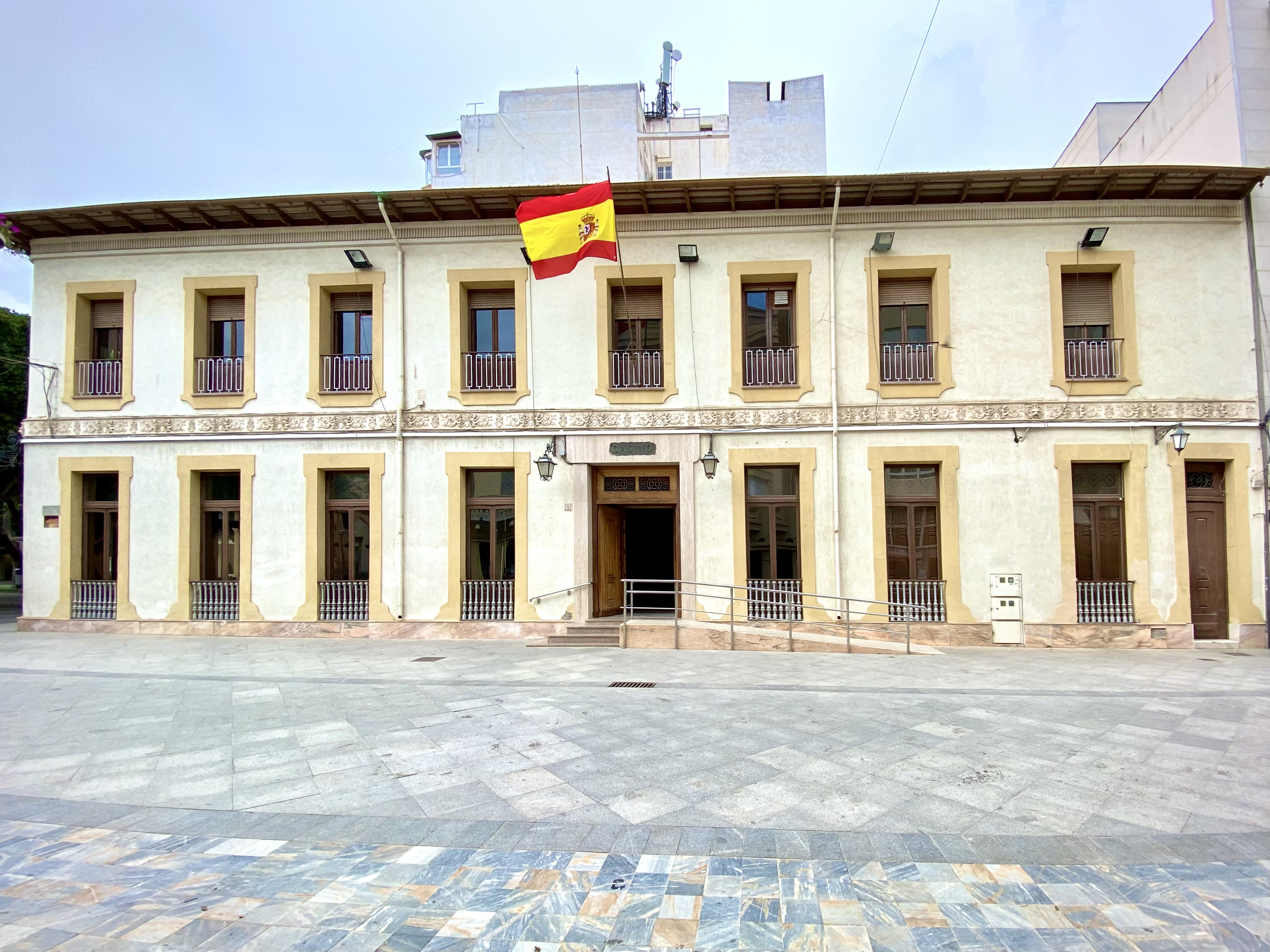
Casino
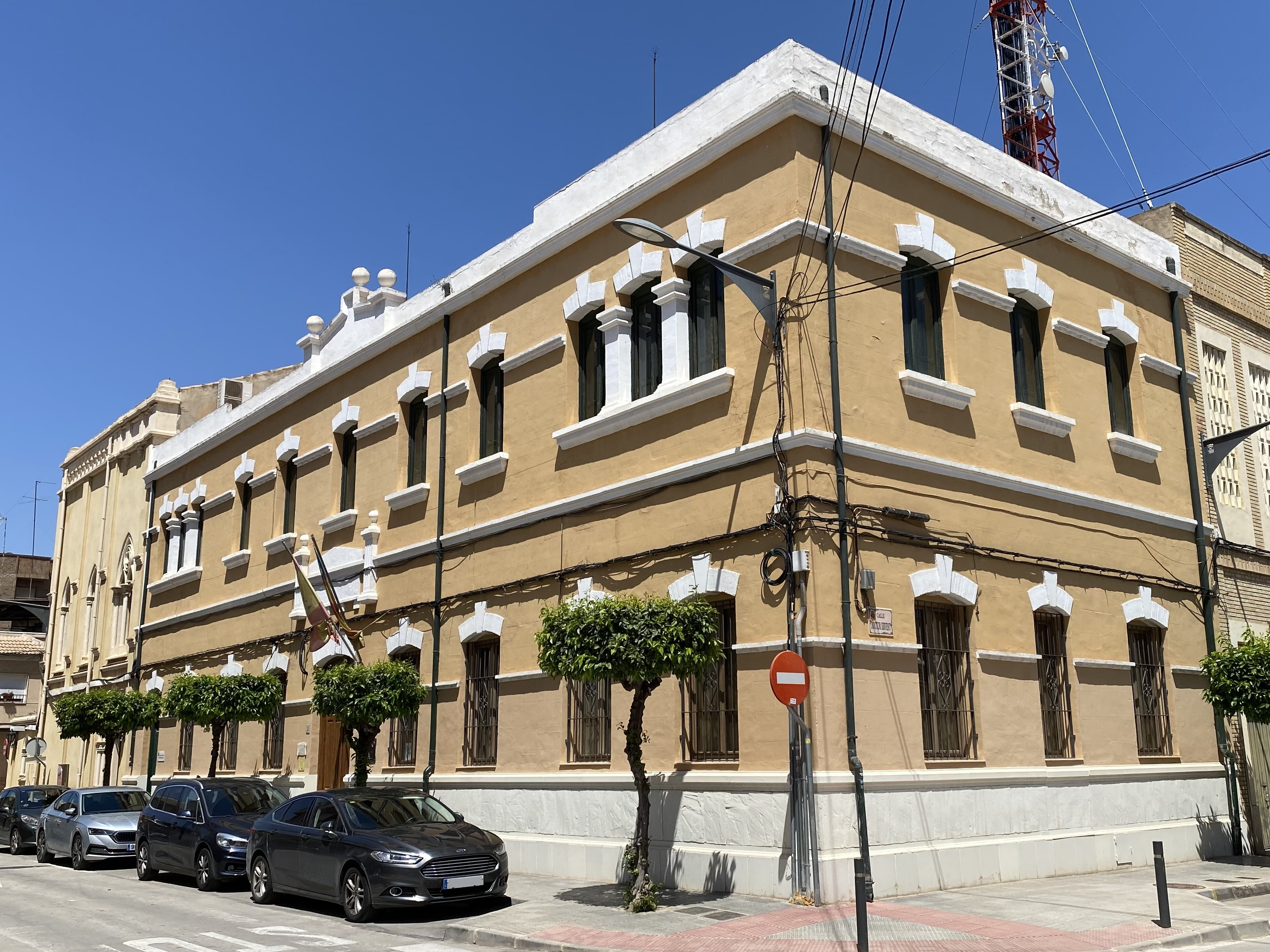
Antiguo hospital
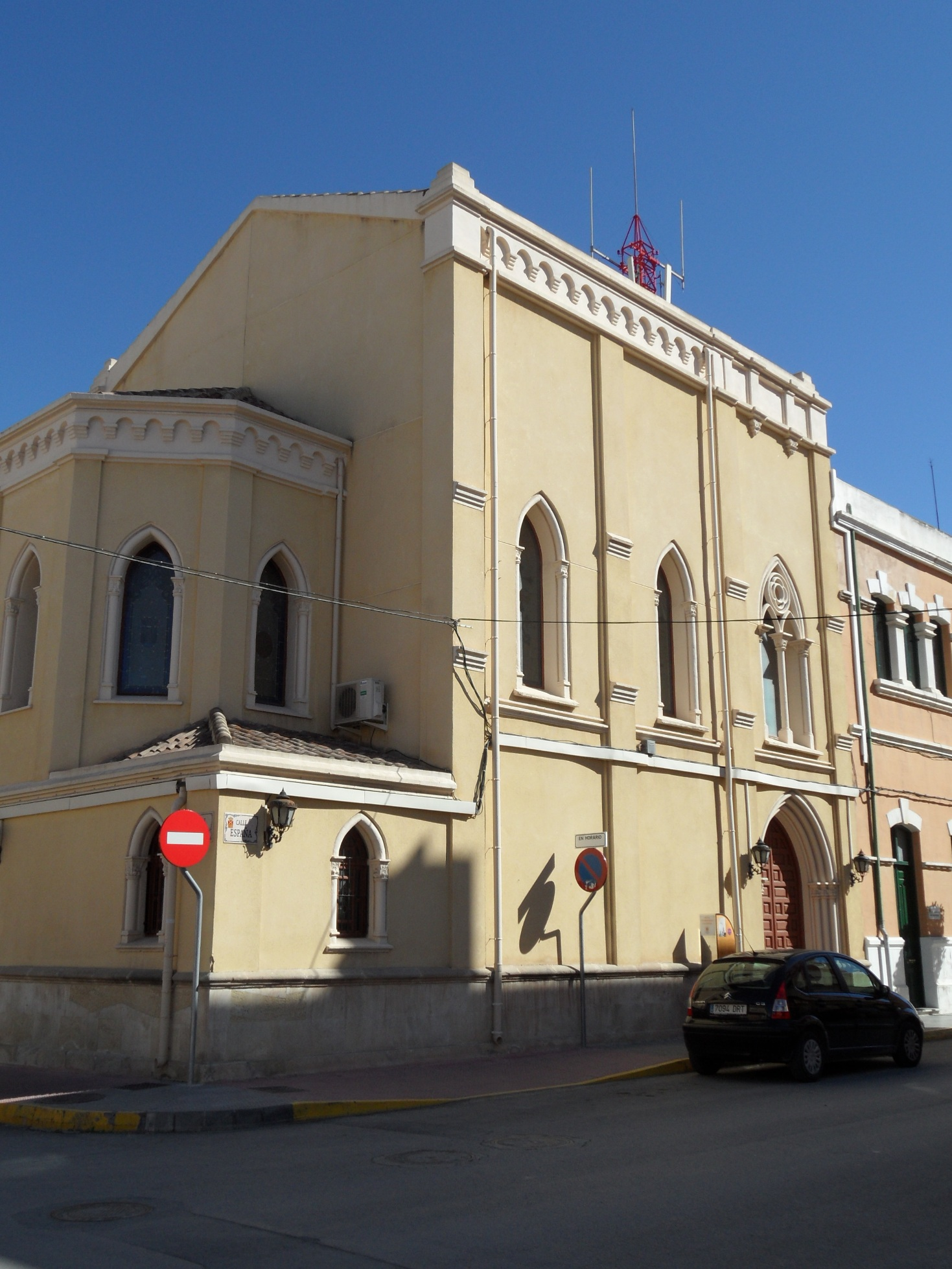
Capilla de la calle España

## Servicios

### Educación
Almoradí cuenta con cuatro colegios públicos de educación infantil y primaria: CEIP Canales y Martínez, CEIP Manuel de Torres, CEIP Pascual Andreu y CEIP Heredades, este último localizado en la pedanía homónima. Dispone también de un colegio concertado, el C.C. Santa María de la Huerta -que incluye además el ciclo de Educación Secundaria Obligatoria-, así como también un centro privado de educación infantil de primer ciclo, Las Casitas. Está prevista la construcción de un quinto colegio público en la localidad.
El municipio dispone de dos institutos de educación secundaria, que incluyen los ciclos de Educación Secundaria Obligatoria, Bachillerato y de Formación Profesional de Grado Básico, Medio y Superior: el IES Antonio Sequeros y el IES Azud de Alfeitamí.

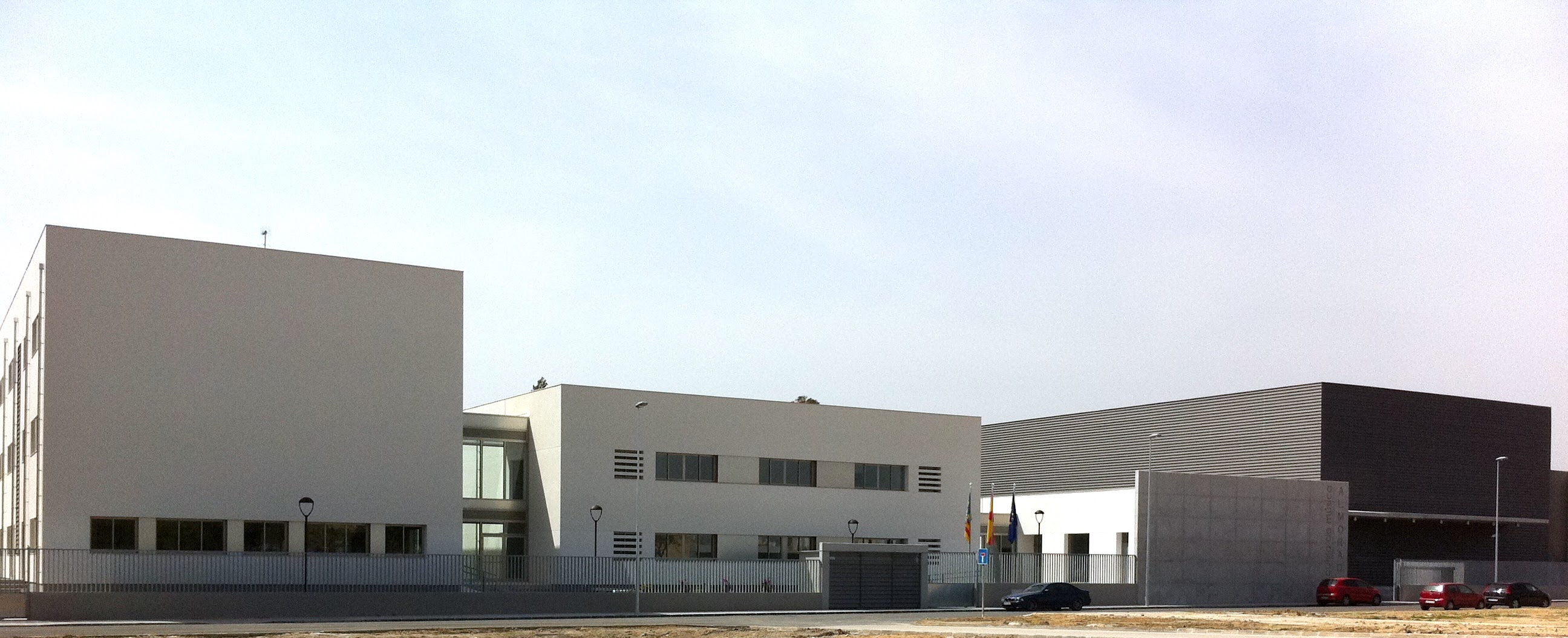
Complejo educativo de la Escuela de Música de Almoradí (EMA)

La educación musical se lleva a cabo en dos centros, ambos con sede en el complejo educativo de la Escuela de Música de Almoradí (EMA): por un lado, el Conservatorio Profesional de Música de Almoradí, un conservatorio público municipal que imparte los ciclos de Grado Elemental y Grado Medio; por otro, la Escuela de la Sociedad Unión Musical de Almoradí, que imparte a nivel privado ciclos de iniciación musical y Grado Elemental.
Complementa la oferta educativa el Centro de Formación de Personas Adultas, con sede también en la EMA, así como un centro concertado para personas con discapacidad que cuenta con un centro de atención temprana, centro de día y centro ocupacional gestionados por la asociación ADA.

### Sanidad
Almoradí se encuentra en la Zona Básica 2 del Departamento de Salud de Orihuela y tiene como hospital de referencia el Hospital Vega Baja, ubicado en la pedanía oriolana de San Bartolomé, a 6,5 kilómetros de la localidad. La sanidad se articula dentro del municipio a través de un único centro de salud, que cuenta con consultas de medicina de familia, pediatría, enfermería y trabajadora social; servicios de radiología y rehabilitación, unidades de odontopediatría y salud mental, así como urgencias 24 horas. La atención primaria se complementa con un consultorio auxiliar en la pedanía de Heredades.

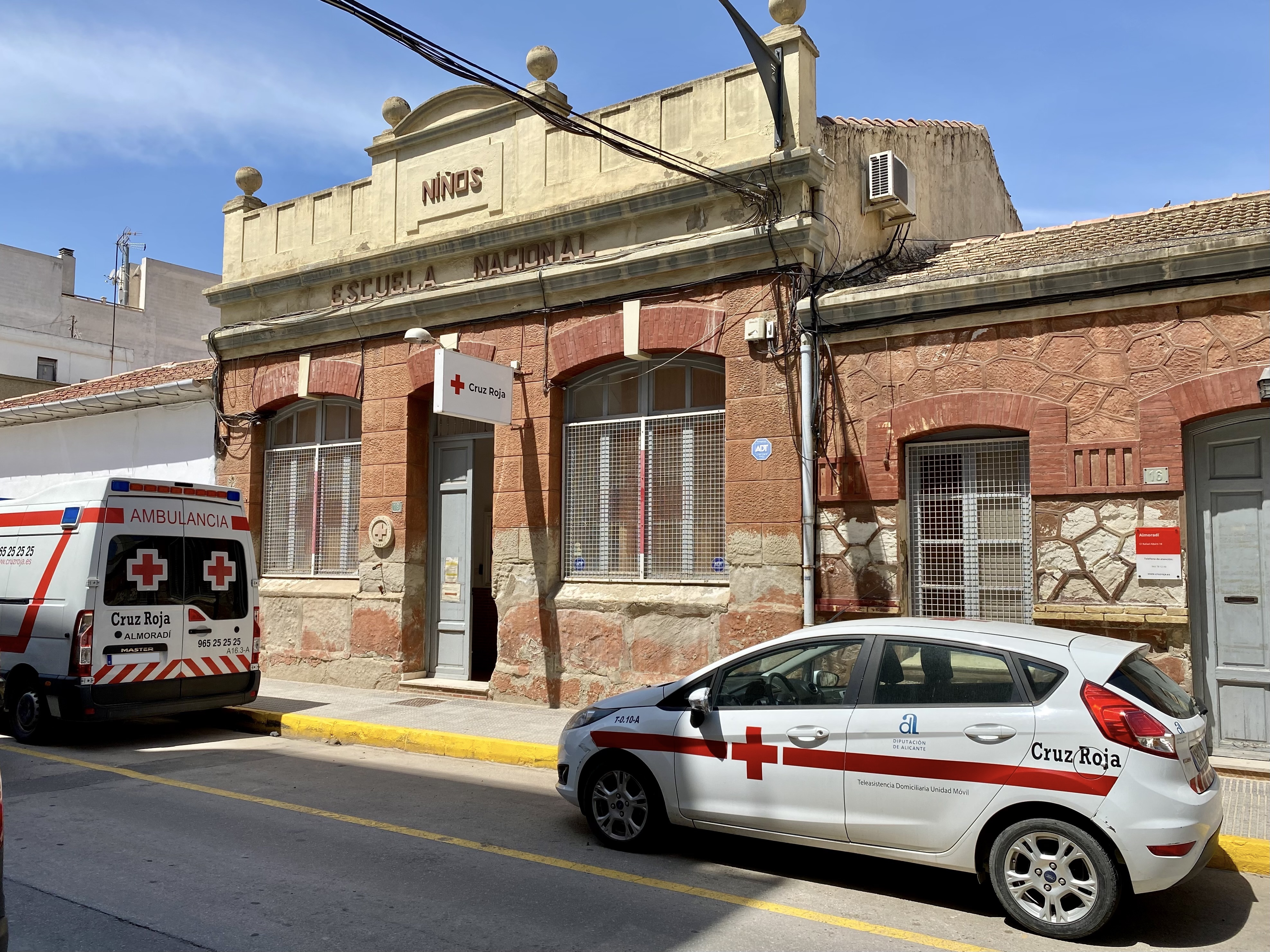
Sede de la Cruz Roja en las antiguas Escuelas Nacionales

Una sección local de Cruz Roja Española presta servicios de apoyo sanitario en emergencias a través de voluntariado. Su fundación en el municipio data del año 1919. Durante los primeros años, se encargaba principalmente de la extracción de muestras de sangre, hasta que esta labor se incorporó a la sanidad pública. Tras un largo periodo de inactividad, en 1991 se instituyó de manera estable y desde entonces, gracias al apoyo de sus más de mil benefactores, presta servicios mediante ambulancias y otros vehículos disponibles las 24 horas del día, al tiempo que imparten cursos de formación sanitaria en emergencias, entre otras actividades. Su sede en el municipio se encuentra en uno de los edificios que componen las antiguas Escuelas Nacionales, construido en 1929.

## Cultura

### Infraestructuras culturales
La ciudad de Almoradí dispone de diferentes espacios destinados a la promoción y conservación de la cultura, las artes y el conocimiento.  
Espacios escénicos
Además de su valor patrimonial como edificio histórico de principios de siglo XX, el Teatro Cortés cuenta desde su remodelación en 1988 con un aforo con de 480 butacas y una programación continua y variada que incluye espectáculos de teatro, danza y música, así como proyecciones cinematográficas, presentaciones y galas. Entre sus principales eventos destaca la «Muestra Nacional de Teatro», que ha albergado algunas de las principales producciones teatrales a nivel nacional en sus más de 25 ediciones.

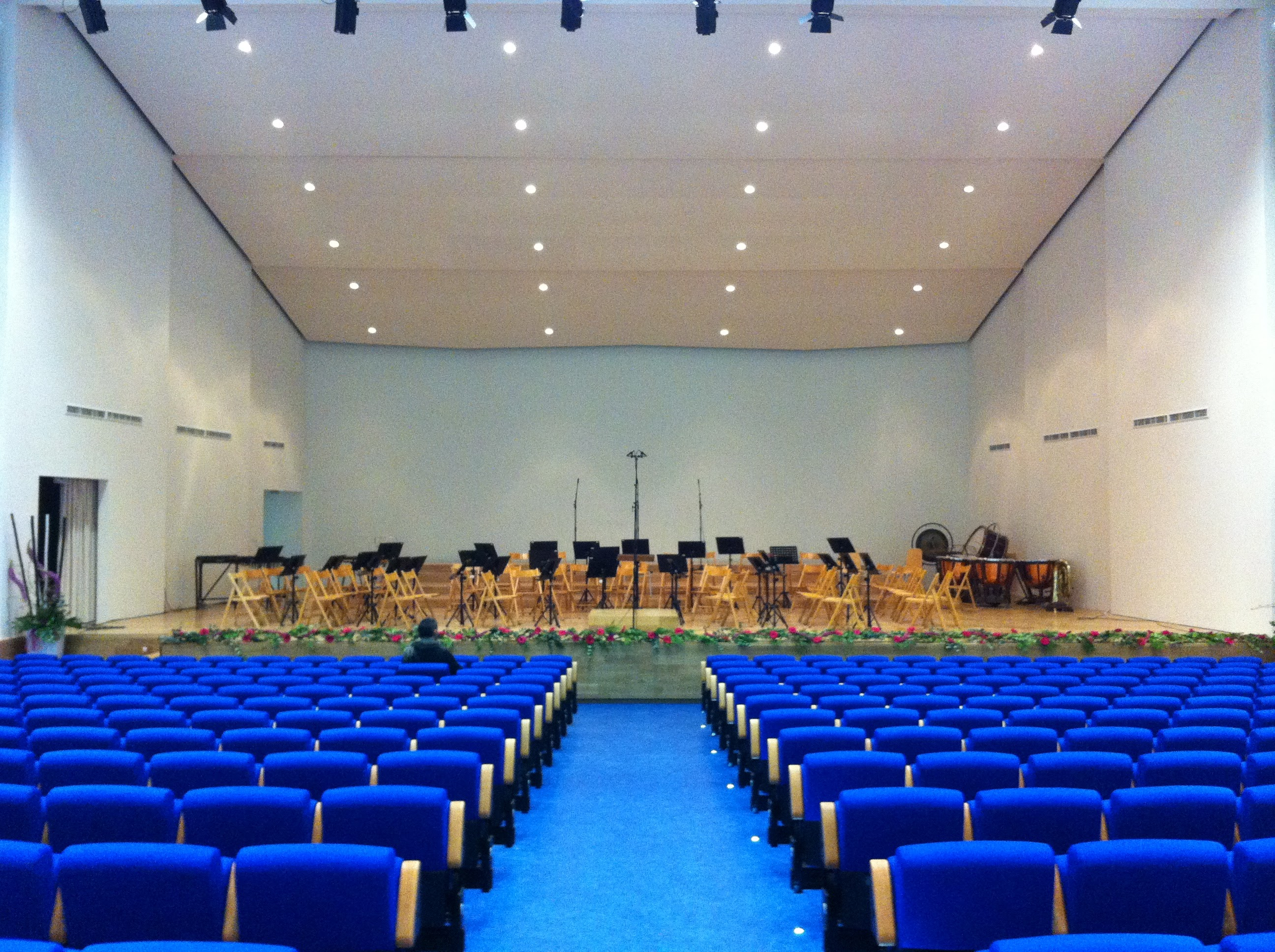
Interior del auditorio municipal

En 2011 se inuguró el Auditorio Municipal, integrado en el complejo de la Escuela de Música de Almoradí. Cuenta con un aforo de 452 butacas y da cabida a conciertos de música clásica, conferencias y galas, entre otros eventos.
Espacios expositivos

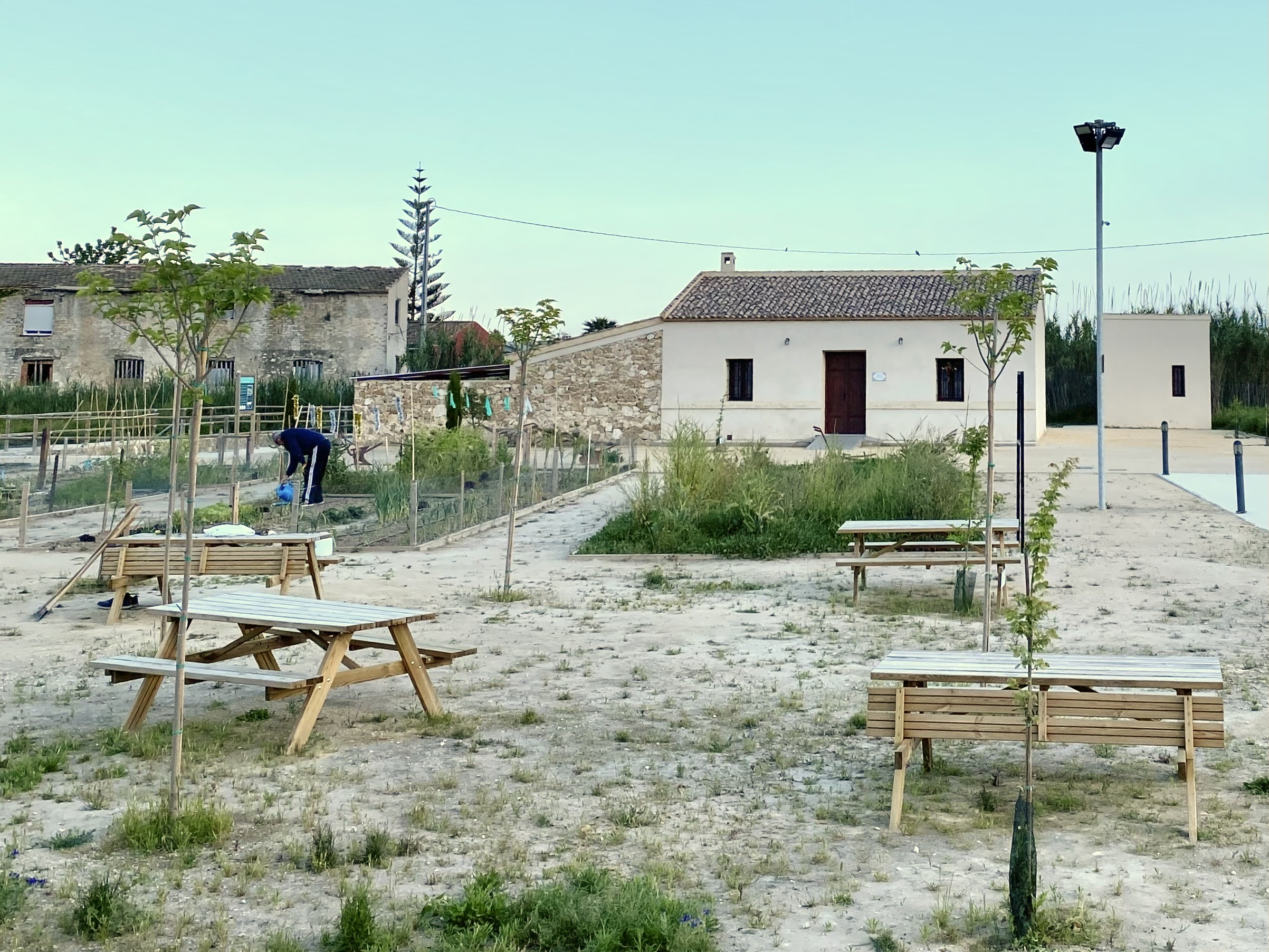
Exterior del Ecomuseo

Localizado a las afueras del municipio, en una zona de huerta junto a la ciudad deportiva, el Ecomuseo de Almoradí muestra la historia, forma de vida y costumbres de los habitantes de la huerta tradicional, al tiempo que pone en valor el entorno natural que supone el paisaje agrícola. Inaugurado en 2021, el museo dispone de seis huertos urbanos y una vivienda agrícola del siglo XIX rehabilitada para albergar diferentes salas expositivas, con la finalidad de dar a conocer las tradiciones, oficios, industrias y gastronomía huertanas.

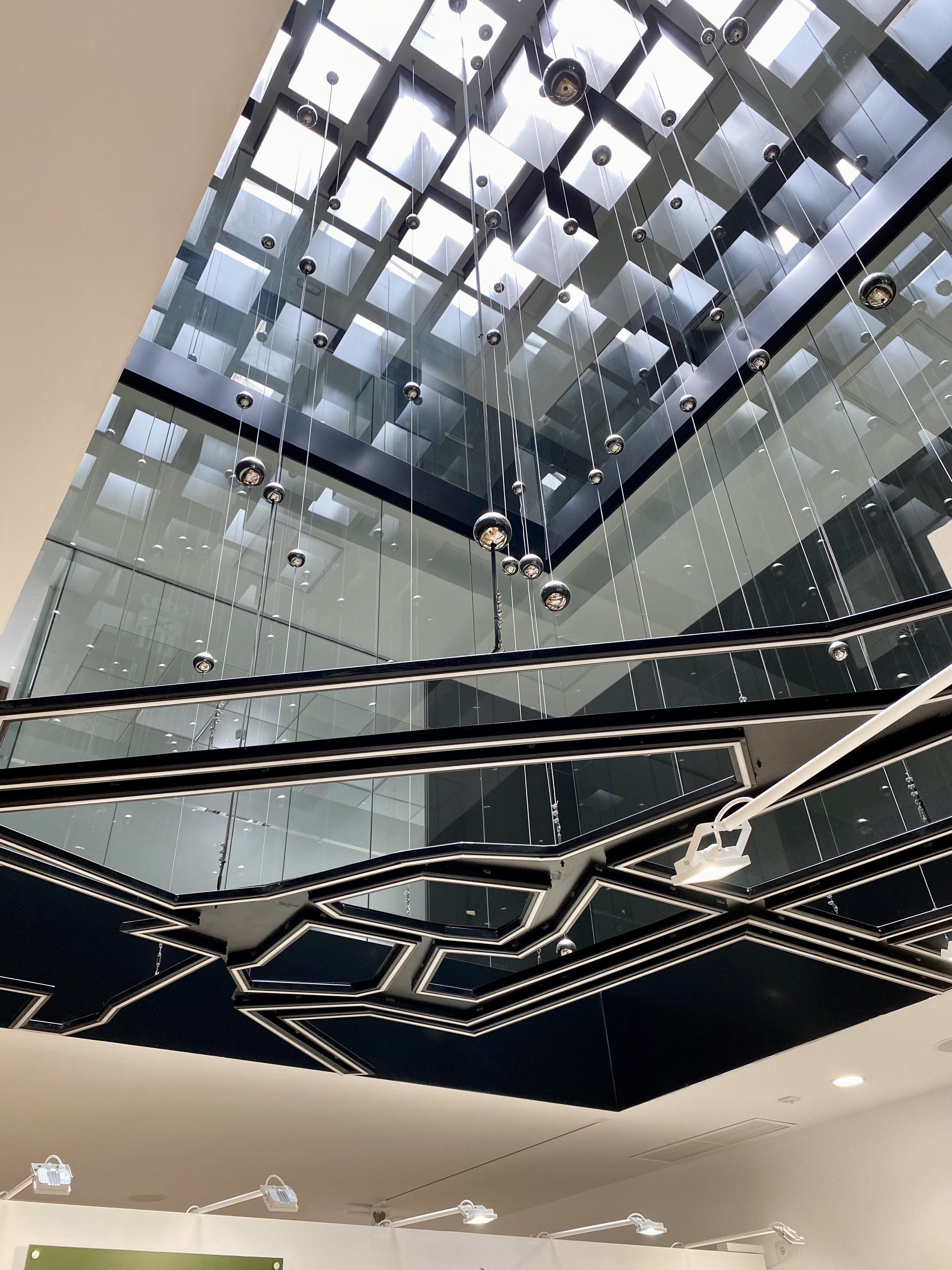
Lucernario de la sala de exposiciones, representando la trama urbana

También en 2021 se inauguró la sala de exposiciones del Ayuntamiento de Almoradí. Se ubica en la entrada tradicional del consistorio por la plaza de la Constitución, y fue el elemento culminante de las obras de remodelación y ampliación. El espacio está configurado para acoger exposiciones temporales de diversa índole, como la de pintura y escultura «Vilató, 100 obras para un centenario», que sirvió de exposición inaugural en conmemoración del pintor Javier Vilató, sobrino de Picasso y residente durante largas temporadas en el municipio. A nivel arquitectónico destaca el lucernario de la sala, a doble altura, que filtra la luz natural desde la cubierta a través de una malla ortogonal, evocando el vigente trazado urbano de Larramendi, y se superpone sobre una luminaria de luz artificial, que reproduce la trama urbana previa al terremoto de 1829.
Bibliotecas y archivos
La biblioteca municipal se encuentra integrada en el Centro Cultural "Luis Martínez Rufete", que  alberga además una sala de exposiciones de 300 m2 y un salón de actos con capacidad para 200 personas.
La ciudad dispone también de un Archivo Histórico Municipal tutelado por el Ayuntamiento. Se encuentra ubicado en uno de los dos pabellones de las antiguas Escuelas Nacionales, que fue acondicionado para dar cabida a todo tipo de documentos históricos locales, como actas oficiales y libros de cuentas del consistorio, así como publicaciones o fotografías, algunas de ellas donadas por particulares. Parte de este archivo se encuentra digitalizado y está disponible para su consulta a través de internet, como son los libros de actas municipales desde el año 1888 o los tradicionales programas de fiestas y de la Semana Santa.

### Fiestas y ferias
Almoradí celebra su feria y fiestas en honor a los "Santicos de la Piedra", San Abdón y San Senén, el 30 de julio. Se trata de diez días de actos que además de considerarse cita indispensable de los propios habitantes, se convierte en el destino de decenas de miles de personas de toda la comarca. Dentro de las mismas, se celebran sus conocidas fiestas de Moros y Cristianos, con 30 años de historia y más 500 festeros, aunque el número de participantes asciende a más de 4000 personas. El 30 de noviembre, con motivo de la festiviad de San Andrés, se celebra el Medio Año Festero de Moros y Cristianos, fecha doblemente importante ya que este es el patrón del municipio.
También existen otras fiestas religiosas como la Semana Santa y las fiestas patronales (El Cristo de las Campanas y la Virgen del Perpetuo Socorro). La mantilla española, como en la casi totalidad de los municipios de la  Vega Baja del Segura es una prenda habitual entre las mujeres del municipio en este tipo de festividades, siendo muy habitual ver muchas mujeres con ella durante el Domingo de Ramos.
Almoradí posee también varias ferias de promoción, organizadas por el ayuntamiento y por las asociaciones del municipio con carácter anual o bianual como son: "Almoradí, Ciudad de Servicios", "Almoradí, Ciudad del Mueble", "Feria del Automóvil" y la "Semana Gastronómica".

### Música
La Sociedad Unión Musical de Almoradí, fundada antes de 1880, es una de las instituciones más antiguas de la localidad. Esta reúne la Banda Sinfónica, la Banda Joven y una escuela de Música. A lo largo de su historia, la Banda Sinfónica ha sido ganadora de numerosos Primeros Premios en certámenes regionales y nacionales, como el concurso regional de bandas de música en Murcia de 1950, el del IV certamen regional de bandas de música de Altea de 1975, el certamen provincial de Alicante de 1992 o la Mención de Honor (en 1.ª sección) en el Certamen de Bandas de Música de la Comunidad Valenciana de 2013, entre muchos otros.

### Lengua
En la actualidad, Almoradí se ubica en la zona de predominio lingüístico del castellano. No obstante, se habló valenciano hasta la entrada en vigor de los Decretos de Nueva Planta, impuestos por el Cardenal Belluga en todas las tierras de la Corona de Aragón, por los que en ámbito oficial se prohibía el uso de cualquier lengua distinta a la española y se abolía el sistema legislativo y judicial del Reino de Valencia. Así pues, el valenciano fue tomando cada vez más interferencias del español hasta el punto de que acabó por desaparecer. En Almoradí, por tanto, se habla hoy día el dialecto murciano del español -por su proximidad geográfica con la Región de Murcia-, con la característica de incorporar algunos préstamos lingüísticos de origen valenciano, como leja (de lleixa, estantería), amagar (de amagar, esconder), crilla (de creïlla, patata), etc.

## Deportes

### Instalaciones deportivas
Ciudad Deportiva
Complejo deportivo municipal que da cabida a diferentes disciplinas deportivas. El recinto incluye:
- Pabellón Mayte Andreu: pista polideportiva interior y salas polivalentes. En el pabellón tiene su sede el Club Voleibol Almoradí y el Club Balonmano Almoradí.
- Piscinas municipales: 1 piscina semiolímipica, 2 piscinas de iniciación, piscina de chapoteo y cafetería.
- Zona de raqueta: 4 pistas de pádel y 3 de tenis.
- Sala de musculación: sala fitness, 2 salas de actividades dirigidas, gabinetes de nutrición y psicología deportiva, fisioterapia.

La zona de raqueta, la sala de musculación, así como las diferentes escuelas deportivas de diversas disciplinas son públicas de gestión privada.
Estadio Sadrián
Inaugurado en 1944, el estadio Sadrián es un recinto deportivo municipal que incluye un campo de fútbol de césped artificial y una pista de atletismo. Tiene una capacidad de 1500 espectadores y es, en la actualidad, sede del equipo de fútbol Club Deportivo Almoradí.
Polideportivos
- Polideportivo Municipal "Venancio Costa": pabellón que incluye una pista polideportiva interior y una exterior, sala de musculación y sala anexa polivalente para disciplinas como el judo o el yoga.
- Polideportivo Municipal de El Saladar "Pepe Díaz": dispone de un campo de fútbol de césped natural, un campo de tierra, 2 campos de fútbol 7, 3 pistas polideportivas descubiertas y 1 cubierta, pistas de vóley-playa, así como pistas de petanca y caliche. Es la sede del equipo de fútbol Club Sporting Saladar.

Club de Petanca
El recinto cuenta con 10 pistas de petanca y una cafetería-restaurante. 
Velódromo
Pista de ciclismo municipal inaugurada en 2008 en el polígono industrial de Las Maromas, destinada al entrenamiento de las escuelas y clubes de ciclismo.

### Entidades deportivas
Almoradí cuenta con varios equipos deportivos federados y en competición, fundados en su gran mayoría durante el siglo XX. Algunos de los más relevantes son:
- Club Voleibol Almoradí: fundado en 1967, es el club más importante de la localidad y el equipo de mayor rango deportivo de toda la comarca.[76] En la categoría masculina dispone de equipos sénior, juvenil y alevín federados y en competición, además de un cadete y un infantil. En la categoría femenina disponen de hasta 11 equipos: 1 sénior, 1 juvenil, 1 cadete, 2 infantiles y 6 alevines.

- Club Petanca Almoradí: fundado en 1978. Entre su palmarés destaca el campeonato de España por parejas de 2006, subcamepeonato en 2004, y tercero en 2005 por tripletas. En el campeonato de España de clubes fue campeón de primera división en 2011, subcampeón nacional de primera división masculino en 2013[77] y en la modalidad de dupletas en 2016.[78]

- Club Balonmano Almoradí: fundado en 1956.

Existen también dos clubes de fútbol, el Club Deportivo Almoradí y el Club Sporting Saladar, y también en otras disciplinas, como el judo, ciclismo o atletismo, entre otras.

## Ciudades hermanadas
Motivado por los intercambios escolares que se venían realizando desde 1982 en Almoradí y poblaciones vecinas de la comarca, el consistorio selló finalmente en 1992 un vínculo de hermanamiento con cinco comunas de la región de Nueva Aquitania, al sur de Francia, que conforman la llamada Agglomération Fuméloise:
- Fumel
- Montayral
- Monsempron-Libos
- Saint-Vite
- Condezaygues

Durante los actos de celebración del XXV aniversario del hermanamiento, se inauguró un monumento conmemorativo al sur de la localidad.